# Ойконим
Ойко́ним (от др.-греч. οἶκος — жилище, дом + ὄνυμα — имя, название) — название населённого пункта, вид топонима. 
Собственное имя любого (начиная с отдельно стоящего дома) селения или урочища, в том числе сельских (комонимы) и городских (астионимы) поселений.
Поскольку названия некоторых городских улиц образованы от исторических названий бывших на этом месте сёл и деревень, то в ойконимию иногда включают и названия улиц.

## Элементыосновойконимов
Топоформант (топонимический формант) — повторяющаяся часть ойконима (и топонима вообще), обычно суффикс или совокупность суффикса и грамматического окончания.

### Английские
- -тон/-таун (англ. ton, town) — город (Эвертон, Джорджтаун)
- -берн/-бёрн (англ. burn) — течение (Блэкберн)
- -пул (англ. pool) — пруд (Ливерпуль, Блэкпул)
- -хем (др.-англ. ham, англ. home) — дом (Бирмингем, Олдхэм)
- -торп (англ. thorpe) — хутор, торп (Сканторп)
- -форд (англ. ford) — брод (Оксфорд, Бедфорд)
- -мут (англ. mouth) — устье (Плимут, Портсмут)
- -филд (англ. field) — поле (Хаддерсфилд, Спрингфилд)
- -касл (англ. castle) — замок (Ньюкасл)
- -бридж (англ. bridge) — мост (Кембридж)
- -(ка/че)стер (англ. caster/chester/cester, от лат. castra) — лагерь, укрепление (Ланкастер, Манчестер, Глостер, Лестер)

### Армянские
- -керт (арм. կերտ) — город (Манцикерт, Дастакерт, Тигранакерт, Степанакерт)
- -шен (арм. շեն) — строение (Арцвашен, Спитакашен)
- -ван (арм. վան) — место (Ереван, Ширакаван)
- -берд (арм. բերդ) — крепость (Аринберд, Амберд)
- -дзор (арм. ձոր) — ущелье (Ванадзор, Ехегнадзор)

### Венгерские
- -вар (венг. vár) — замок, крепость (Секешфехервар)
- -варош (венг. város) — город (Дунауйварош, Нова-Варош)
- -хаза (венг. háza) — дом, жилище (Ньиредьхаза, Кишкунфеледьхаза)

### Иранские
- -стан (перс. ستان‎) — место, страна (Зимстан, Гюлистан)

### Кельтские
- Кил- (гэльск. cill) — монашеская келья, старая церковь (Килкенни)
- Инвер- (гойд.) — устье (Инвернесс)
- Абер- (бритт. aber) — устье (Абердин)

### Китайские
- -кин, -цзин (кит. упр. 京, пиньинь jīng) — столица (Пекин, Нанкин)
- -чэн (кит. упр. 城, пиньинь chéng) — город, стена (Сюаньчэн, Чэнду)
- -чжоу (кит. упр. 州, пиньинь zhōu) — провинция, округ (Гуанчжоу)
- -хэ (кит. упр. 河, пиньинь hé) — река (Хуанхэ)
- -цзян (кит. упр. 江, пиньинь jiāng) — река (Хэйлунцзян, Чжэцзян)

### Коми
- -кар (коми кар) — город (Сыктывкар, Кудымкар)
- -горт (коми горт) — дом, двор (Камгорт, Выльгорт, Вильгорт)
- -дынь, -дин (коми дін) — устье (Чердынь, Вогваздино, Койдин, Нёбдино)
- -шор (коми шор) — ручей (Воргашор, Илья-Шор, Гыркашор)
- -ёль (коми ёль) — ручей (Кебанъёль, Донаёль, Мыёлдино)
- -ты (коми ты) — озеро (Эжолты, Тыдор, Позтыкерес)
- -дор (коми дор) — у, возле, около (Кожмудор, Синдор, Седтыдор)
- -кыркещ (коми кыркӧтш) — крутой, обрывистый берег (Седкыркещ, Кыркещ)
- -бож (коми бӧж) — хвост, конец (Визябож, Лемтыбож, Няшабож)
- -яг (коми яг) — бор (Кэччойяг, Озъяг, Югыдъяг)
- -керес, -керос (коми керӧс) — гора, возвышенность (Корткерос, Керес, Туискерес)

### Немецкие
- -берг (нем. Berg) — гора (Кёнигсберг, Гейдельберг, Нюрнберг)
- -бург (нем. Burg) — крепость, замок (Санкт-Петербург, Оренбург, Эдинбург, Гамбург, Магдебург)
- -брук/-брюк/-брюккен (нем. Brücke) — мост (Инсбрук, Саарбрюккен, Оснабрюк)
- -гоф, хоф (нем. Hof) — двор (Петергоф, Дудергоф)
- -кирхен/-кирх (нем. Kirche) — церковь (Гельзенкирхен)
- -штадт (нем. Stadt) — город (Кронштадт, Ингольштадт)
- -дорф (нем. Dorf) — деревня (Альтдорф, Дюссельдорф)

### Саамские
- -ланнь — город
- -сийт — погост, поселение (Лойъяврсийт)[6]

### Русские
- -борск — сосновый лес (Красноборск, Зеленоборск)
- волок — участок, по которому перетаскивали суда (Вышний Волочёк, Волоколамск)
- -водск — по минеральным водам (Кисловодск, Железноводск)
- -горск — близость горы (Медвежьегорск, Магнитогорск, Пятигорск)
- -заводск — по заводу (Петрозаводск, Горнозаводск)
- лесо- — по лесу (Лесосибирск, Лесозаводск)
- -озёрск, -озерск — по озеру (Гусиноозёрск, Белозерск, Озёры)
- посад — торгово-промышленная часть города за пределами крепости (Сергиев Посад, Павловский Посад, Гаврилов Посад)
- -рамень — еловый лес (Раменское, Высокораменское)
- -реченск — по реке (Волгореченск, Междуреченск)
- -усть — устье реки (Усть-Луга, Усть-Каменогорск, Великий Устюг, Устюжна)
- -ям — ямской, почтовый (Ям-Тёсово, Гаврилов-Ям)
- -яр — крутой, возвышенный берег (Красный Яр, Красноярск)
- влад-  – владей (Владивосток, Владикавказ)

### Сербохорватские
- доньи (сербохорв. доњи, donji) — нижний (Земуник-Доньи)
- горни (сербохорв. горњи, gornji) — верхний (Горни-Милановац)
- -ивци, -евци, -овци, -инци, -ци, -ане, -ене (сербохорв. -ivci, -evci, -ovci, -inci, -ci, -ane, -ene) — указывает на то, что раньше населённый пункт был задругой (сельскохозяйственной общиной)
- -баня (сербохорв. бања, banja) — принадлежащий бану (Баня-Лука, Нишка-Баня)
- -ац (сербохорв. -ац, -ac) (Бенковац, Лесковац)

### Славянские
- -град/-город — (Белград, Ивангород)

### Тюркские
- -абад/-обод (азерб. abad, узб. obod, обод и др., от перс. آباد‎ (âbâd)) — город, населённое место (Ашхабад, Хаккулабад — Хаққулобод, Ханабад)
- -аул (тюрк. oul, ног. авыл) — село (Жана-Аул, Козок-оул, Параул, Чечен-аул)
- -базар/бозор/пазар (крымскотат. bazar, тур. pazar, узб. bozor,) — базар, рынок (Базарчик, Ени-Пазар, Карасубазар, Пазарджык, Янгибазар)
- -балык (чагат. balıq‎) — город, окруженный стеной (Акбалык, Карабалык, ист. Бешбалык, Ордубалык, возможно, Алмалык (средневековый город))
- -булак (каз. бұлақ, тат. болак, азерб. bulaq, кум. булакъ) — родник, источник; ручей, речка (Карабулак, Акбулак, Сарыбулак, Экибулак, Сасык-Булак, Суыкбулак)
- -даг/таг/тау (тюрк. dağ, каз. tau) — гора (Карадаг, Ямантау, Атырау, Саратов — ист. «Сары-тау» — «желтая гора»)
- жаны-/жана/джаны/янги/яны/ени (узб. yangi, каз. жаңа, кум. янгы, крымскотат. yañı/yeñi/cañı) — новый (Адиль-Янгиюрт, Буюк-Янкой, Джанкой, Еникале, Жанакорган, Янги-Чиназ, Янгибазар)
- -зар/зор (узб. zor) — место, богатое чем-либо (Себзор, Чилонзор)
- -истан/ыстан/стан (азерб. stan (заимствование из персидского)) — место, страна (Гюлистан, ист. Туркестан, Талыстан)
- -йул (узб. yo'l) — дорога (Янгиюль)
- -кале/кала (тур. kale, крымскотат. qale, азерб. qala; каз. қала) — крепость, замок; город (Аккала, Каракала, Ени-Кале, Топраккале, Чуфут-Кале, Ханкала)
- -кенд/кент/канд (тюрк. kənd) — поселение (Ташкент — «Тош-канд» — «каменное селение», Самарканд)
- -керман/-кермен (крымскотат. kermen) — замок, крепость (Инкерман, Черкез-Кермен, Аккерман, ист. Саркерман)
- -кой/кёй (тюрк. köy, крымскотат. köy) — село (Джанкой, Топчикой, Ханышкой, Сейманларкой, Тотай-Кой, Кадыкёй)
- -кудук (узб. quduq, каз. құдық) — колодец (Аккудук, Бескудук, Таскудук, Учкудук)
- -куль/гёль (узб. ko’l, кўл, тюрк. göl) — озеро (Каракуль, Турткуль, Сарыгёль)
- -кум/ком — песок, пески (Каракум, Кызылкум)
- -курган/кургон/корган (узб. kurgon; каз. қорған) — холм, возвышенность; укрепление, крепость (Жанакорган, Курган (город), Туракурган, Учкурган)
- -кую (крымскотат. quyu) — колодец (Ак-Кую-Битак, Еди-Кую, Ой-Кую, Учкую, Учкую-Кипчак)
- -махи (кум. махи) — хутор (Карамахи, Чабанмахи)
- -озен/узен/озен- (крымскотат. özen, каз. ɵзен) — река (Улу-Узень, Куру-Узень, Биюк-Озенбаш, Жанаозен, Узень)
- -орда (крымскотат. orda, каз. орда) — ханская ставка (Эски-Орда, Кызылорда)
- -сала (крымскотат. sala) — село (Бия-Сала, Ени-Сала, Коджа-Сала, Салачик)
- -сарай (тур. saray, крымскотат. saray) — дворец (Бахчисарай, Катырша-Сарай, Эски-Сарай, Сараево, ист. Алма-Сарай)
- -су (тюрк. su, крымскотат. suv) — вода; река (Карасу, Аксу, Алсу, Бозсу, Еттису, Илису, Суук-Су, Суыксу)
- -таш/тош (узб. tosh) — камень, камни (Акташ, Тешик-Таш, Таш-Кумыр, Ташкент)
- -тепе/тепа/тобе (тюрк. tepe, ног. тоьбе, узб. tepa, тепа) — вершина; возвышенность, холм (Ахтуба, Малтепе (Стамбул), Ортатюбе, Тойтепа, Ура-Тюбе)
- -шехир (тюрк. şehir) — город (Невшехир, Эскишехир)
- -эли/эль/иль (крымскотат. el) — народ (Молла-Эли / Молла-иль, Коджук-Эли / Коджукъэль, Казбий-Эли, Черкез-Эли, Тавель)
- эски- (тюрк. eski, крымскотат. eski) — старый (Эскишехир, Эски-Кырым, Эски-Кермен, Эски-Эли, Эски-Юрт)
- -юрт/джурт (тюрк. yurt, карач.-балк. джурт) — страна, край, родина (Бабаюрт, Хасавюрт, Эски-Юрт, Карт-Джурт)
- -яр (крымскотат. yar, тат. яр) — берег (Ахтиар/Акъяр, Акъяр, Кызыл Яр, Караяр)

### Финские
- -йоки (фин. joki) — река (Сейняйоки, Терийоки)
- -каупунки (фин. kaupunki) — город (Кристийнанкаупунки, Уусикаупунки)
- -коски (фин. koski) — стремнина, порог (Валкеакоски, Куусанкоски)
- -кюля (фин. kylä) — деревня, село (Йювяскюля, Линнанкюля, Уусикюля)
- -линна (фин. linna) — крепость, замок (Ануксенлинну (Олонец), Савонлинна, Хямеэнлинна)
- -маа (фин. maa) — земля (Лоймаа)
- -мяки (фин. mäki) — холм (Риихимяки, Коломяки, Вартемяки, Келломяки)
- -ниеми (фин. niemi) — мыс, полуостров (Рованиеми, Хонканиеми)
- -похья (фин. pohja) — бухта (Лахденпохья, Похья, Кондопога через фин. Kontupohja)
- -ранта (фин. ranta) — берег (Лаппеенранта, Питкяранта, Суоранда)
- -саари (фин. saari) — остров (Валкеасаари (Белоостров))
- -суо (фин. suo) — болото (Таммисуо, Лейпясуо)
- -ярви (фин. järvi) — озеро (Юлоярви, Суоярви)

### Шведские
- -хольм (швед. holme) — островок (Стокгольм)
- -бю (швед. by) — деревня, село (Хаммарбю, Висбю)
- -о (швед. å) — река (Умео, Лулео, Питео)
- -борг (швед. borg) — замок (Хельсингборг, Свеаборг, Треллеборг, Выборг, Гётеборг, Улеаборг)
- -стад (швед. stad) — город (Карлстад, Хальмстад)
- -чёпинг (швед. köping) — городок с ярмаркой (Норрчёпинг, Йёнчёпинг, Линчёпинг)
- -сала (швед. sala) — двор (Уппсала)
- -сунд (швед. sund) — пролив (Эстерсунд, Тронгзунд)
- -ос (швед. ås) — хребет (Вестерос, Алингсос)
- -ё (швед. ö) — остров (Мальмё, Лидингё)
- -форс (швед. fors) — водопад, порог (Хельсингфорс)
- гамла- (швед. gamla) — (Гамла-Стан, Гамла-Лёдёсе)

### Эстонские
- -линн (эст. linn) — город (эст. Tallinn — Таллинн)
- -ярв(е) (эст. järv) — озеро (Кохтла-Ярве)
- -саар(е) (эст. saar) — остров (Курессааре)
- -салу (эст. salu) — роща (Хаапсалу, Тамсалу)
- -кюла (эст. küla) — деревня (Мыйзакюла, Уускюла)
- -маа (эст. maa) — земля (Пылтсамаа)

### Японские
- -кава/-гава (яп. 川) — река (Итикава, Какогава)
- -ки/-ги (яп. 木) — дерево (Ибараки, Тотиги)
- -мацу (яп. 松) — сосна (Такамацу, Хамамацу)
- -ока (яп. 岡) — холм (Фукуока, Сидзуока)
- -сава/-дзава (яп. 沢) — болото (Фудзисава, Токородзава)
- -сака/-дзака (яп. 阪) — склон (Осака, Мацусака)
- -саки/-дзаки (яп. 崎) — мыс (Кавасаки, Миядзаки)
- -сима/-дзима (яп. 島) — остров (Хиросима, Миякодзима)
- -та/-да (яп. 田) — рисовое поле (Тоёта, Матида)
- -хама/-бама (яп. 浜) — берег (Иокогама (Ёкохама), Обама)
- -хара/-бара/-вара (яп. 原) — равнина (Итихара, Мацубара, Одавара)
- -хаси/-баси (яп. 橋) — мост (Тоёхаси, Фунабаси)
- -цука/-дзука (яп. 塚) — насыпь (Хирацука, Такарадзука)
- -яма (яп. 山) — гора (Окаяма, Тояма)

## Катойконимы
Названия жителей населенных мест (например, названия жителей городов) иногда упоминаются как катойконимы (от др.-греч. κατά — под + οἶκος — дом). В русском языке катойконимы представлены в формах ед. ч. муж. и жен. рода, в форме мн. ч., а также в виде имени собирательного, в последнем случае может нести дополнительную этническую коннотацию.
Примеры:
- г. Москва → москвич (москвичи), ж. москвичка (москвитянин, московин, москвач)
- г. Волгоград → волгоградец (волгоградцы), ж. волгоградка;
- г. Псков → пскович (псковичи), ж. псковичка;
- г. Киев → киевлянин (киевляне), ж. киевлянка;
- г. Венеция → венецианец (венецианцы), ж. венецианка.